# Kreuzweg (Poppenroth)

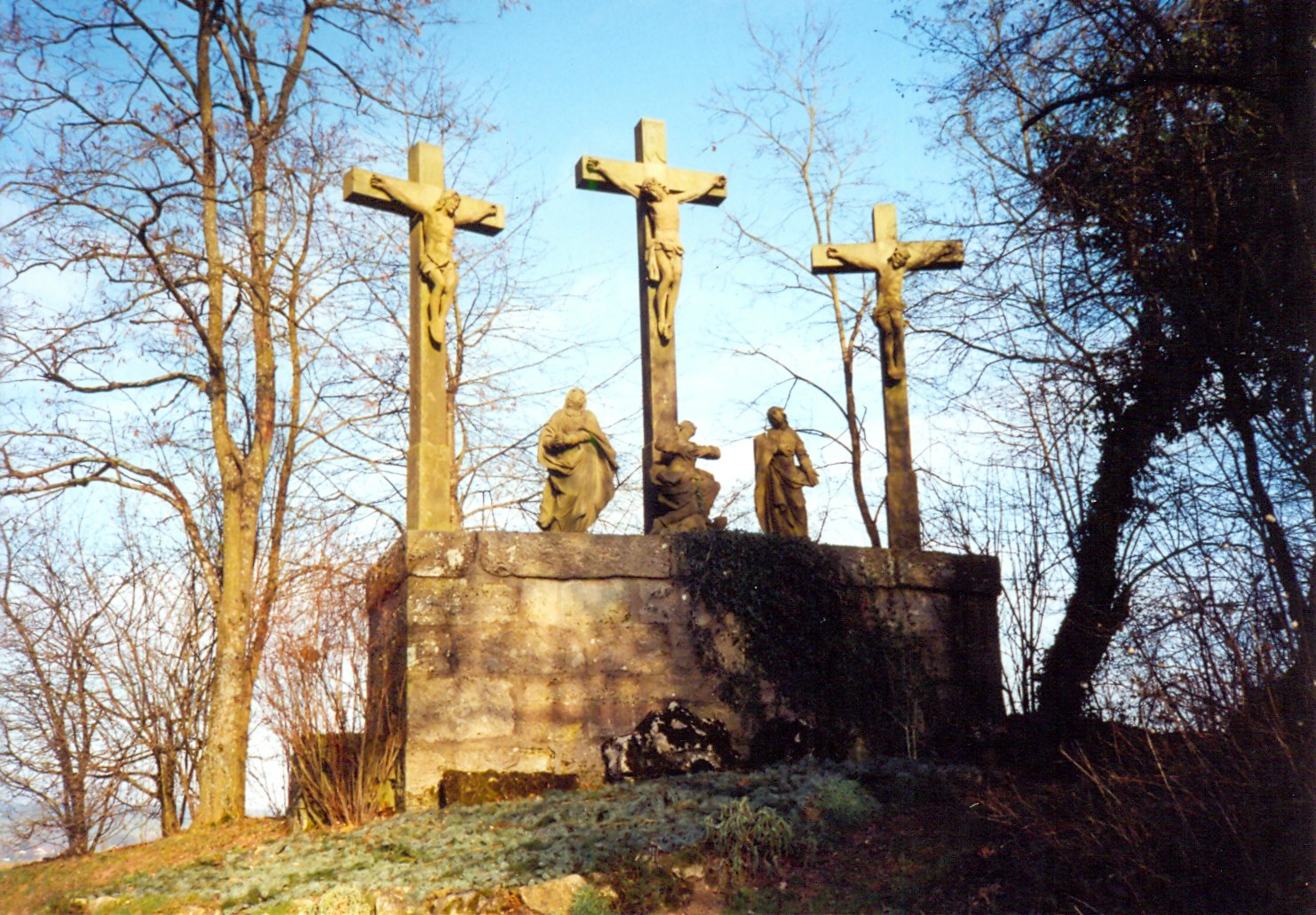
Kreuzigungsgruppe neben dem Neuen Friedhof in Poppenroth.

Der Kreuzweg in Poppenroth befindet sich in Poppenroth, einem Stadtteil der bayerischen Kurstadt Bad Kissingen im unterfränkischen Landkreis Bad Kissingen am Ortsausgang des Stadtteils Richtung Katzenbach neben dem Neuen Friedhof. Der Kreuzweg gehört zu den Bad Kissinger Baudenkmälern und ist unter der Nummer D-6-72-114-218 in der Bayerischen Denkmalliste registriert.

## Geschichte

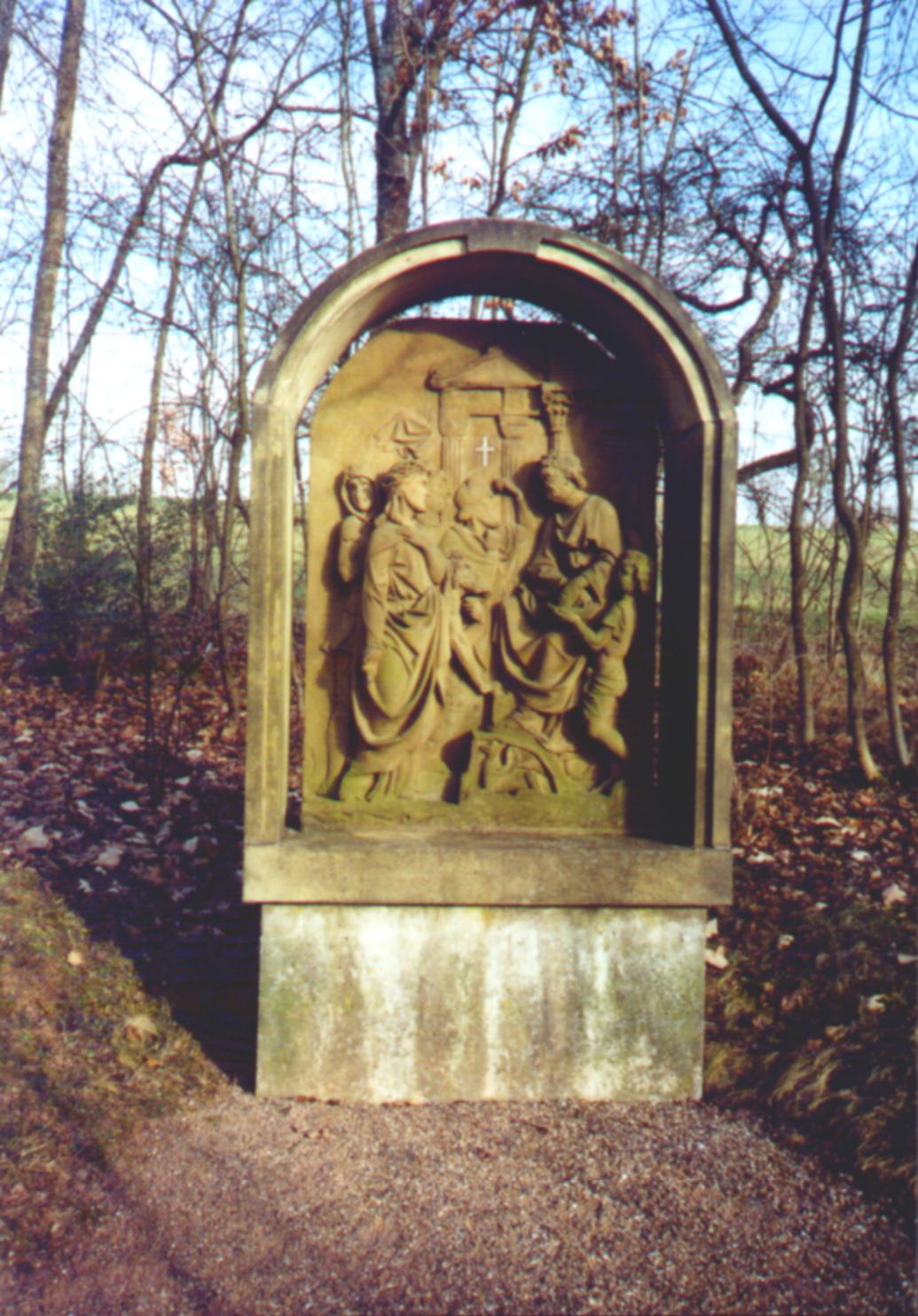
Erste Station des Kreuzwegs, eine der beiden von Michael Arnold neu geschaffenen Stationen.

Die Stationen des Kreuzwegs entstanden laut Inschriften auf deren Rückseite zwischen 1753 und 1756. Die Stationen des heutigen Poppenrother Kreuzweges bildeten ursprünglich den Kreuzweg von Bad Kissingen am dortigen Stationsberg.
Die Stationen wurden im Jahr 1892 an Poppenroth verkauft, als sie wegen des Desinteresses der Bad Kissinger Bürger verfielen und zunächst hinter die Kissinger Herz-Jesu-Stadtpfarrkirche verbracht wurden und Bildhauer Valentin Weidner erfolgreich für die Einrichtung eines neuen Bad Kissinger Kreuzweges warb. Der Ankauf nach Poppenroth wurde von der als „Nunnä-Fräla“ bekannten Poppenrotherin Katharina Pfrang gestiftet; diese hatte das Kloster, in das sie als junge Frau eingetreten war, aus gesundheitlichen Gründen wieder verlassen. Nach Angaben des Poppenrother Lehrers Weigand erwarb Katharina Pfrang die Stationen von der Stadt Bad Kissingen für einen Preis 800 Mark und brachte sie in Bittfuhren nach Poppenroth. Dass Katharina Pfrang die Figuren vorher im Huckelkorb persönlich von Bad Kissingen nach Poppenroth transportierte, gilt jedoch als Legende.
Durch Weigands Informationen gelten ebenso die Angaben der Malerin Agnes Bals, Tochter des Münnerstädter Malers Ignaz Bals, als falsch, wonach Bildhauer Michael Arnold im Jahr 1849 von der Stadt Kissingen den Auftrag zur Schaffung eines Kreuzweges erhalten haben soll, den er dann aber an Katharina Pfrang verkauft habe.
Als Standort für den Friedhof wählte die Gemeinde einen Platz am Ortsausgang Richtung Katzenbach neben dem heutigen Neuen Friedhof aus. Die dortige Mulde besteht aus unfruchtbarem Boden und diente früher möglicherweise als Kiesgrube.
Etwa zur Mitte des 19. Jahrhunderts wurden die ersten zwei Stationen des Poppenrother Kreuzwegs, möglicherweise wegen Verwitterung, durch neue, von Michael Arnold geschaffene Stationen ersetzt. Die neuen Stationen sind im spätklassizistischen Stil gehalten und tragen Arnolds Handschrift. Diese zeigt sich beispielsweise in der ersten Station in der Ausprägung des Knaben, der dem Statthalter Pontius Pilatus die Schüssel Wasser reicht, in dem dieser seine Hände „in Unschuld“ wäscht.